# Tropidonophis statistictus
Tropidonophis statistictus är en ormart som beskrevs av Malnate och Underwood 1988. Tropidonophis statistictus ingår i släktet Tropidonophis och familjen snokar. Inga underarter finns listade i Catalogue of Life.
Denna orm förekommer på norra och östra Nya Guinea. Arten lever i kulliga områden och i bergstrakter mellan 900 och 2200 meter över havet. Antagligen vistas individerna nära vattendrag i fuktiga skogar liksom andra släktmedlemmar. Födan utgörs av groddjur från släktena Nyctimystes, Cophixalus, Sphenophryne och Litoria. Honor lägger ägg.
För beståndet är inga hot kända. IUCN kategoriserar arten globalt som livskraftig.